# پاریدهی شارما
پاریدهی شارما (انگلیسی: Paridhi Sharma؛ زادهٔ ۱۴ مه ۱۹۸۷) یک هنرپیشه اهل هند است. وی بازیگری را از سال ۲۰۱۰ با ایفای نقش در سریال رویائ من و تو که از شبکه استار پلاس پخش شد، آغاز کرد. وی در فیلم تاریخی «جودا و اکبر» نقش جودا بای را ایفا کرد. او و راجات توکاس در این سریال درخشیدند